# Indice du coût de la construction
Pour les articles homonymes, voir ICC.
L'indice du coût de la construction (ICC) est un indice relevant les variations tarifaires dans le temps du secteur du bâtiment.

## France

### ICC INSEE
L'indice du coût de la construction de l'Institut national de la statistique et des études économiques (INSEE) est calculé trimestriellement sur une référence 100 au 4e trimestre 1953.
Cet indice sert dans les contrats de bail en France à l'indexation des loyers commerciaux (et jusqu'en 2005, des loyers d'habitation, pour lesquels il a été remplacé par l'indice de référence des loyers). Il est également utilisé pour l'indexation des loyers de place de stationnement.
Au 1er trimestre 2012, l'indice est à 1617.

### ICC FFB
L'indice du coût de la construction de la fédération française du bâtiment (FFB) est calculé trimestriellement sur une référence 1 au 1er janvier 1941.
Il est calculé à partir du prix de revient d'un immeuble moyen à Paris. Il enregistre les différences de coût des éléments qui entrent dans la construction d'un bâtiment. 
Cet indice sert à l'indexation des polices d'assurance IRD.
Au 2e trimestre 2012, l'indice est à 898,5.

## Belgique
L'index ABEX est un indice calculé semestriellement depuis 1963 par l'association belge des experts (ABEX), sur une référence 1 en 1914.
Il est calculé en fonction du coût des matériaux et de la main-d'œuvre sur l'ensemble du territoire.
Cet indice sert dans l'indexation des polices d'assurance IRD.
En mai 2012, l'index est à 711.